# Arniella
Arniella es una casería española de la parroquia de Anes, perteneciente al municipio de Siero, en la comunidad autónoma de Asturias.

## Historia
Hacia mediados del siglo XIX, el lugar era referido como una aldea ya por entonces perteneciente a la parroquia de Anes, en el municipio de Siero. Aparece descrito en el segundo volumen del Diccionario geográfico-estadístico-histórico de España y sus posesiones de Ultramar de Pascual Madoz con las siguientes palabras:

AMIELLA: ald. en la prov. de Oviedo, ayunt. de Siero y felig. de San Martin de Anes (V.).
(Madoz, 1845, p. 249)

En 2023, la entidad singular de población de Arniella tenía empadronados 39 habitantes, todos ellos en el núcleo de población de ese nombre.